# Manisaspor
Manisaspor is een Turkse sportclub uit Manisa. De club speelt zijn thuiswedstrijden in het Manisa 19 Mayısstadion. Naast voetbal houdt de club zich ook bezig met bridge.

## Geschiedenis

### Oprichting
Manisaspor werd opgericht in 1931 onder de naam Manisa Sakaryaspor Gençlik Kulübü . In 1965 werd de naam veranderd in Manisaspor Kulübü. Sindsdien zit de club ook in de nationale reeksen (2. Lig). In het seizoen 1982-1983 degradeert de club naar een lagere niveau. In 1984-85 promoveert de club terug naar de tweede hoogste divisie van het land. Dit verblijf is van korte duur; een jaar later in het seizoen 1985-1986, degradeert de club naar de 3. Lig. In 1991-1992 promoveert de club dankzij grote steun van de plaatselijke bevolking terug naar de 2. Lig. In het seizoen 1993-1994 zakt de club weer terug naar de 3. Lig.

### 2000-2010
In het seizoen 2000-2001 promoveert de club naar de 2. Lig, mede door een sponsorovereenkomst met Vestel. In het seizoen 2003-2004 komt trainer Mustafa Denizli aan het hoofd van de ploeg. De club roert zich stevig op de transfermarkt, maar Manisaspor mist alsnog het ticket om naar de Süper Lig te promoveren, door op de 4de plaats te eindigen. Onder trainer Levent Eriş promoveert de club in het seizoen 2004-2005 dan toch naar de Süper Lig. In het eerste jaar dat de ploeg mag uitkomen in de hoogste divisie van het land, wordt trainer Levent Eriş ontslagen. Zijn opvolger heet Ersun Yanal. De club weet in jaargang 2005-2006 in de competitie een 12de plaats te bemachtigen. Vele spelers van die ploeg zouden later een transfer verdienen naar de Turkse topclubs, om later ook een vaste plek te veroveren in het Turkse nationale elftal. In het seizoen 2006-2007 volgt opnieuw een 12de plek in de Süper Lig, nadat de ploeg na een derde van de wedstrijden die gespeeld waren bovenaan stond in de rangschikking. De club bereikt in 2006-07 ook de kwartfinales van de Turkse beker, en verliest daar uiteindelijk van Beşiktaş JK. Sponsor Vestel trekt zich als naamgever terug, waardoor de sponsornaam Vestel Manisaspor voortaan plaatsmaakt voor Manisaspor. De onderneming blijft de club wel trouw als shirtsponsor. In 2007-2008 wordt de club 16de en degradeert dus na 3 jaar terug naar de 1. Lig. In 2008-2009 wordt de club kampioen in de 1. Lig, en promoveert na een jaar terug naar de Süper Lig. De club wordt 14de in het seizoen 2009-2010, en bereikt ook nog de halve finales van de Turkse beker. Deze keer verliest Manisaspor tegen Fenerbahçe SK.

### 2010-2017
In het seizoen 2010-2011 eindigt de club op een 10de plaats. Echter, in het seizoen 2011-2012 degradeert Manisaspor naar de 1. Lig, door een 16de plaats in de Süper Lig. Datzelfde seizoen verloopt het bekeravontuur ook niet goed. Zo werd Manisaspor uitgeschakeld in de 3de ronde, door een 1-2 verlies tegen derdeklasser Bugsaşspor. Het opvolgende jaar, in het seizoen 2012-13, werd de club snel uitgeschakeld in de beker. Deze keer was het in de 5de ronde tegen het sterke Sivasspor. De club verloor buitenshuis met een 0-3 score. De 15-jarige sponsorovereenkomst met Vestel komt medio 2015 ten einde. De club degradeert dat seizoen ondanks een 4-1 overwinning op Giresunspor naar de 2. Lig. De club weet zich snel te herpakken en mag als kampioen van de Rode Groep in de 2. Lig weer een niveau hoger uitkomen in de 1. Lig. Het seizoen 2017-18 betekent met een 17de plek een degradatie naar de TFF 2. Lig.

## Bekende (ex-)spelers
Turken
- Caner Erkin
- Sinan Kaloğlu
- Arda Turan
- Ersan Gülüm
- Mehmet Güven
- Ersen Martin
- Volkan Babacan
- Burak Yılmaz
- Sezer Badur
- Selçuk İnan
- Ferhat Öztorun
- Hakan Balta
- Sezer Öztürk
- Adem Büyük
- Uğur İnceman
- Ufuk Ceylan
- Ahmet İlhan Özek
- Yiğit Gökoğlan

Angolezen
- Manucho

Belgen
- Karel D'Haene

Brazilianen
- Kahê
- Rafael Mariano

Burkinees
- Rahim Ouédraogo

Canadezen
- Josh Simpson
- Michael Klukowski

Colombianen
- Luis Martínez

Ghanezen
- Jerry Akaminko

Guineeër
- Oumar Kalabane

Kaapverdiërs
- Sandro Mendes

Nigerianen
- Isaac Promise

Portugezen
- Ariza Makukula

Roemenen
- Nicolae Dică

Slovaken
- Filip Hološko

Tsjechen
- Lukáš Zelenka

## Verbonden aan Manisaspor

### Trainers
- Reha Kapsal (2001)
- Mustafa Denizli (2003–04)
- Ersun Yanal (2005–2007)
- Giray Bulak (2007–2008)
- Yilmaz Vural (2008–2008)
- Levent Eriş (2008–2009)
- Mesut Bakkal (2009–10)
- Reha Kapsal (2010)
- Hakan Kutlu (2010–2010)
- Hikmet Karaman (2010–2011)
- Kemal Özdeş (2011–2012)
- Ümit Özat (2012–2012)
- Reha Erginer (2012-2013)
- Kemal Özdeş (2013-2014)
- Mustafa Fedai (2014-2014) (interim)
- Taner Taşkın (2015-2016)
- Hasan Akçaylı (2016-2016)
- Sait Karafırtınalar (2016-heden)